# Habib Beye
Habib Beye (Suresnes, 19 ottobre 1977) è un allenatore di calcio ed ex calciatore senegalese, di ruolo difensore, tecnico del Rennes.

## Caratteristiche tecniche
La posizione prediletta da Beye era quella di terzino destro, ma poteva ricoprire anche quella di difensore centrale quando richiesto.

## Carriera

### Giocatore

#### Club
Nella stagione 1997-1998 gioca con le giovanili del Paris Saint-Germain, facendo anche qualche apparizione in panchina in prima squadra. Nel 1998 viene acquistato dallo Strasburgo, squadra con la quale gioca le stagioni 1998-1999, 1999-2000, 2000-2001, 2001-2002 e 2002-2003. Nell'estate del 2003 viene prelevato a sorpresa dall'Olympique Marsiglia; mossa che sorprese tutti, in quanto Habib Beye non era riuscito a ritagliarsi uno spazio con la sua ex squadra. Qui al Marsiglia, invece, riesce a trovar spazio ed a valorizzarsi, divenendo uno tra i migliori difensori della Ligue 1. Negli ultimi istanti del calciomercato estivo del 2007, viene ceduto al Newcastle per 2 milioni di sterline; con i Magpies firma un contratto triennale. Insieme a lui, viene acquistato anche il connazionale Faye; riguardo ai loro innesti l'allenatore Allardyce ha speso parole positive, dicendo che avrebbero aiutato molto il Newcastle.
Il 7 agosto 2009 passa all'Aston Villa, firmando un contratto triennale.
Il 21 novembre 2011 viene ceduto in prestito al Doncaster per tre mesi..

#### Nazionale
Ha giocato per la nazionale senegalese al campionato del mondo 2002 entrando come sostituto contro Danimarca, Uruguay e Svezia.

### Allenatore
Nel maggio 2021, è stato nominato assistente dell'allenatore, Vincent Bordot, della Red Star di Parigi nel Championnat National (terzo livello francese). Dopo il licenziamento di Bordot, avevnuto dopo le prime sei partite della stagione, ha assunto la carica ad interim fino alla fine della stagione portando la squadra alla salvezza con un 11 ° posto ottenendo il prolungamento del suo contratto al giugno del 2024. Nella stagione 2022-2023, la Red Star è arrivata terza, a due punti dalla coppia promossa (Concarneau e Dunkerque).
Il 31 gennaio 2025 viene nominato nuovo tecnico del Rennes, subentrando all'esonerato Jorge Sampaoli.

### Dopo il ritiro
Dopo il ritiro, Beye è diventato un opinionista della Tv francese Canal +.

## Statistiche

### Statistiche da allenatore
Statistiche aggiornate al 31 gennaio 2025. In grassetto le competizioni vinte.
| Stagione        | Squadra         | Campionato      | Campionato | Campionato | Campionato | Campionato | Coppe nazionali | Coppe nazionali | Coppe nazionali | Coppe nazionali | Coppe nazionali | Coppe continentali | Coppe continentali | Coppe continentali | Coppe continentali | Coppe continentali | Altre coppe | Altre coppe | Altre coppe | Altre coppe | Altre coppe | Totale | Totale | Totale | Totale | % Vittorie | Piazzamento |
| Stagione        | Squadra         | Comp            | G          | V          | N          | P          | Comp            | G               | V               | N               | P               | Comp               | G                  | V                  | N                  | P                  | Comp        | G           | V           | N           | P           | G      | V      | N      | P      | %          | Piazzamento |
| --------------- | --------------- | --------------- | ---------- | ---------- | ---------- | ---------- | --------------- | --------------- | --------------- | --------------- | --------------- | ------------------ | ------------------ | ------------------ | ------------------ | ------------------ | ----------- | ----------- | ----------- | ----------- | ----------- | ------ | ------ | ------ | ------ | ---------- | ----------- |
| set. 2021-2022  | Red Star        | CN              | 28         | 11         | 6          | 11         | CF              | 5               | 4               | 0               | 1               | -                  | -                  | -                  | -                  | -                  | -           | -           | -           | -           | -           | 33     | 15     | 6      | 12     | 45,45      | Sub., 11º   |
| 2022-2023       | Red Star        | CN              | 34         | 17         | 9          | 8          | CF              | 3               | 1               | 2               | 0               | -                  | -                  | -                  | -                  | -                  | -           | -           | -           | -           | -           | 37     | 18     | 11     | 8      | 48,65      | 3º          |
| 2023-2024       | Red Star        | CN              | 34         | 19         | 8          | 7          | CF              | 3               | 2               | 0               | 1               | -                  | -                  | -                  | -                  | -                  | -           | -           | -           | -           | -           | 37     | 21     | 8      | 8      | 56,76      | 1º (prom.)  |
| Totale Red Star | Totale Red Star | Totale Red Star | 96         | 47         | 23         | 26         |                 | 11              | 7               | 2               | 2               |                    | -                  | -                  | -                  | -                  |             | -           | -           | -           | -           | 107    | 54     | 25     | 28     | 50,47      |             |
| gen.-giu. 2025  | Rennes          | L1              | 15         | 8          | 0          | 7          | CF              | -               | -               | -               | -               | -                  | -                  | -                  | -                  | -                  | -           | -           | -           | -           | -           | 15     | 8      | 0      | 7      | 53,33      | Sub., 12º   |
| Totale carriera | Totale carriera | Totale carriera | 111        | 55         | 23         | 33         |                 | 11              | 7               | 2               | 2               |                    | -                  | -                  | -                  | -                  |             | -           | -           | -           | -           | 122    | 62     | 25     | 35     | 50,82      |             |

## Palmarès

### Giocatore

#### Competizioni nazionali
- Coppa di Francia: 1

PSG: 1997-1998
- Coppa di Lega francese: 1

PSG: 1997-1998

#### Competizioni internazionali
- Coppa Intertoto UEFA: 1

Olympique Marsiglia: 2005

### Allenatore

#### Competizioni nazionali
- Championnat National: 1

Red Star: 2023-2024